# موسیقی صحنه
موسیقی صحنه یا موسیقی متن گونه‌ای از موسیقی است که برای اجرا در طی یا پیش از یک نمایش، برنامهٔ تلویزیونی، رادیویی، بازی ویدئویی، فیلم، یا اجراهای دیگر ساخته می‌شود. موسیقی فیلم یا حاشیهٔ صوتی نیز موسیقی صحنه است.
موسیقی صحنه اغلب به صورت موسیقی پس‌زمینه و به منظور فضاسازی در نمایش اجرا می‌شود. این موسیقی ممکن است شامل بخش‌هایی مانند اوورتور بوده، یا موسیقی‌ای باشد که هنگام تغییر صحنه یا در انتهای پرده پخش می‌شود.

## نمونه‌ها
شماری از آهنگسازان کلاسیک به ساخت موسیقی صحنه برای نمایش‌نامه‌های گوناگونی پرداخته‌اند که برخی از آن‌ها عبارتند از: اگمونتِ لودویگ فان بتهوون، رؤیای شب نیمهٔ تابستانِ فلیکس مندلسون، و موسیقی پیر گینتِ ادوارد گریگ.
اصطلاح موسیقی صحنه به قطعه‌هایی که برای اجرا در کنسرت‌ها ساخته شده‌اند، گسترش نمی‌یابد. به‌عنوان نمونه، اورتورِ کوریولانِ بتهوون یا اورتورفانتزیِ رومئو و ژولیتِ پیوتر ایلیچ چایکوفسکی از این دسته‌اند.